# Азартні ігри в Сінгапурі
Азартні ігри в Сінгапурі є законними і чітко регульованими.

## Історія
2005 року Singapore Pools, державний оператор лотерей Сінгапуру, задекларував щорічний оборот розміром 4 млрд $ (11 млн $ щодня).
2004 року гравці країни витратили на ставки щонайменше 7 млрд $, офіційно 2,1 % мають проблеми з азартними іграми. Типовий гравець Сінгапуру витрачає в середньому 244 $ на ставки щомісяця.
2010 року в Сінгапурі було відкрито великий гральний комплекс Marina Bay Sands and Resorts World Sentosa.
Сінгапур є одним із лідерів за кількістю випадків шахрайства на фейкових гральних платформах. Протягом 2019—2020 років до поліції країни надійшло 299 заяв про фейкові гральні платформи. За оцінками держави, жерти за цей період втратили 11,6 млн $ у вигляді ставок.

## Опис
Закон про віддалені азартні ігри Сінгапуру було прийнято 2014 року, він регулює діяльність онлайнових казино на території країни. Організація або участь у незаконних азартних іграх передбачає штраф у розмірі до 5000 $, позбавлення волі до 6 місяців або і те й те.

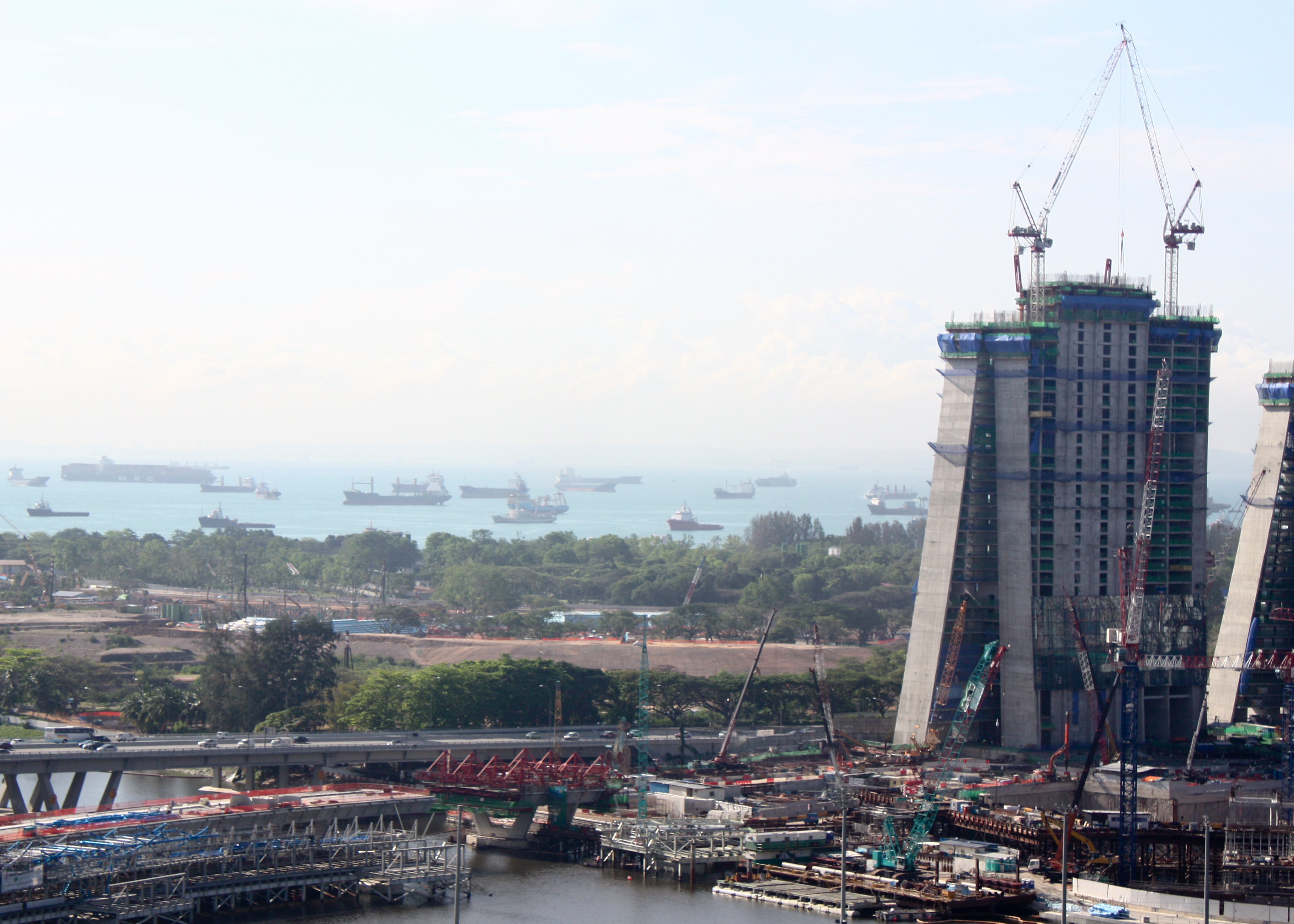
Будівництво казино Marina Bay Sands, 2007

Мінімально дозволеним віком для участі в іграх є 18 років, при цьому, деякі казино мають власний ліміт віку у 21 рік. Онлайнові казино заборонені для гравців, віком до 21 року. Для винних у запрошенні до онлайнових казино осіб, молодших зі 21 рік передбачено відповідальність у вигляду штрафу від 20 до 300 тис. $ або позбавлення волі на строк до 6 років (або і те, й те). Подібні звинувачення застосовуються у випадку, якщо організатор не може довести, що вжив усіх розумних заходів для визначення віку людини та що він обґрунтовано вважав, що особі було щонайменше 21 рік.
В країні дії система самовиключення гравців, що дозволяє лудоманам самостійно забороняти собі доступ до казино.